# Ngày Thiếu nhi (Nhật Bản)
Ngày Thiếu nhi (こどもの日 Kodomo no Hi) là một ngày lễ quốc gia của Nhật Bản, được tổ chức hàng năm vào ngày 5 tháng 5, ngày thứ năm của tháng thứ năm trong năm, và là ngày lễ cuối cùng trong Tuần lễ Vàng. Đó là một ngày dành riêng để tôn trọng nhân cách của trẻ em và để chào mừng hạnh phúc của chúng. Ngày lễ này được chỉ định là một ngày lễ quốc gia bởi chính phủ Nhật Bản vào năm 1948. Đây là một ngày kỷ niệm ở Nhật Bản từ thời cổ đại.

## Lịch sử
Ngày này ban đầu được gọi là Tango no Sekku (端午の節句), và được kỷ niệm vào ngày thứ năm của mặt trăng thứ năm trong âm lịch hoặc lịch Trung Quốc. Sau khi Nhật chuyển sang lịch Gregorius, thời điểm này được chuyển vào ngày mùng 5 tháng 5. Ban đầu ngày này chỉ cho nam giới để chào mừng các bé trai và công nhận người cha, nhưng sau đó đã thay đổi để bao gồm cả bé trai và gái, cũng như công nhận các bà mẹ cùng với người cha và những phẩm chất đoàn kết của sự thống nhất.
Cho đến gần đây, Tango no sekku được biết đến như Ngày của các bé trai (cũng có tên là Tiệc Trưởng thành (Feast of Banners)) trong khi Ngày của các bé gái (Hinamatsuri) được kỷ niệm vào ngày 3 tháng 3. Năm 1948, chính phủ đã ra lệnh ngày này là một ngày nghỉ lễ quốc gia để chào mừng hạnh phúc của tất cả trẻ em và bày tỏ lòng biết ơn đối với các bà mẹ. Nó được đổi tên thành Kodomo no Hi.

## Hoạt động kỷ niệm
Vào ngày này, các gia đình sẽ treo các lá cờ dạng cá chép koinobori (là cá chép, vì trong thần thoại Trung Quốc có tích một con cá chép bơi ngược dòng trở thành một con rồng, và cách các lá cờ được gió thổi trông giống như chúng đang bơi), với một cá chép cho cha, một cho mẹ, và một con cá chép cho mỗi đứa trẻ (theo truyền thống là dành cho mỗi con trai). Các gia đình cũng bày một búp bê Kintarō thường cưỡi trên một con cá chép lớn, và chiếc mũ giáp quân đội truyền thống của Nhật Bản, kabuto, do truyền thống của họ như là biểu tượng sức mạnh và sức sống.
Kintarō (金太郎) là tên thuở nhỏ của Sakata no Kintoki, một anh hùng trong thời kỳ Heian, một samurai cấp dưới của Minamoto no Raikou, nổi tiếng vì sức khoẻ của mình khi còn nhỏ. Người ta nói rằng Kintarō cưỡi một con gấu, thay vì một con ngựa, và từng chơi đùa với động vật ở vùng núi khi còn nhỏ.
Bánh giầy mochi được gói trong lá kashiwa (sồi)—kashiwa-mochi (mochi nhân mứt đậu đỏ) và chimaki (một kiểu "mứt gạo nếp", gói trong lá diên vĩ hoặc lá tre)—theo truyền thống thường được phục vụ vào ngày này.